# Coppa Placci
La Coppa Placci è stata una corsa in linea maschile di ciclismo su strada fondata nel 1923. La gara si disputava in Romagna con partenza ed arrivo a Imola. Ha fatto parte del calendario dell'UCI Europe Tour, classe 1.HC e si disputava ogni anno nei primi giorni di settembre. La competizione non viene più organizzata dal 2010. Nelle sue ultime edizioni il luogo di partenza fu fissato a San Marino.

## Storia
Nel 1921 la principale società sportiva di Imola, l'Unione Sportiva Imolese, organizzò una gara ciclistica amatoriale. La corsa si svolse il 2 ottobre di quell'anno. Il percorso fu Imola-Castel del Rio-Coniale e ritorno. Nel tratto iniziale trovò la morte il giovane Antonio Placci (ritratto) di Bubano, frazione di Mordano: rimasto subito indietro per un guasto ai freni, nella foga di recuperare il distacco, dopo una curva si scontrò con un carretto (a quel tempo, infatti, si correva ancora su strade aperte al traffico), morendo sul colpo Per commemorare il corridore, l'USI decise di organizzare un evento che si ripetesse ogni anno, in modo da perpetuarne la memoria. Nella primavera del 1922 fu quindi creata la Coppa Placci. La prima edizione, aperta a juniores, "fuori classe" e dilettanti, fu disputata il 30 settembre 1923. Seguirono altre cinque edizioni, poi l'USI non fu più in grado di sostenere l'organizzazione dell'evento.
La corsa riprese nell'immediato dopoguerra. Tra il 1946 e il 1953 si disputarono cinque edizioni. Particolarmente importante fu la Coppa Placci del 1953, che si disputò nel neonato circuito dell'Autodromo di Imola. Per l'occasione gli organizzatori riuscirono ad avere tra i partecipanti i campioni Fausto Coppi e Gino Bartali. Dopo questa edizione, però, iniziò un altro periodo di stop fino a quando, nel 1962, il dirigente sportivo imolese Nino Ceroni prese in mano l'organizzazione della Coppa. Da allora fu un continuo crescendo: la corsa si è svolta con regolarità ed il suo prestigio si è accresciuto di anno in anno. In questo decennio l'Albo d'oro è impreziosito dai nomi di Ercole Baldini e Felice Gimondi, vincitori rispettivamente nel 1963 e nel 1965.
A metà degli anni ottanta arrivò un riconoscimento internazionale: la Coppa Placci fu inserita dall'Unione Ciclistica Internazionale nel calendario delle corse hors catégorie ("fuori categoria"), privilegio riservato solo ad altre cinque gare in Italia (tra cui la Milano-Sanremo e il Giro di Lombardia). L'edizione del 1985 fu valida come nona prova della Coppa del mondo a squadre. Nel 2004, dopo 42 anni consecutivi come organizzatore, Nino Ceroni lasciò la direzione della corsa.
L'edizione 2009, coincidente col campionato italiano in linea, è stata vinta da Filippo Pozzato. Nel 2010 l'U.S. Imolese, per garantire la continuità del trofeo, ha deciso di assegnare il titolo in una gara Under 23. L'anno seguente la società organizzatrice è riuscita a riportare la corsa tra i professionisti: nel 2011 la Coppa Placci fu accorpata con il Giro di Romagna (le due competizioni si sono fuse in un'unica manifestazione), mentre nel 2012 la competizione si è disputata come Giro del Veneto-Coppa Placci, con partenza da Abano Terme ed arrivo a Imola.
Nel 2013, complice la crisi economica, la Coppa Placci è ritornata una gara giovanile. La competizione si è disputata nell'ambito del «Gran Premio Fabbi Imola», gara riservata alla categoria Allievi (15-16 anni). L'U.S. Imolese e la Ciclistica Santerno Fabbi Imola hanno condiviso gli oneri organizzativi.
Nel 2014 l'Unione Sportiva Imolese si sciolse, sancendo così la chiusura della storica manifestazione.

## Albo d'oro

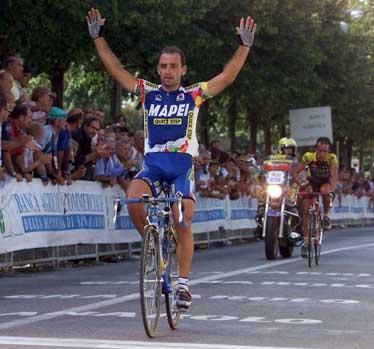
Paolo Bettini nel 2001 vince la cinquantunesima edizione.

| Anno      | Vincitore                                   | Secondo                                     | Terzo                                       |
| --------- | ------------------------------------------- | ------------------------------------------- | ------------------------------------------- |
| 1923      | Enea Dal Fiume                              | Giuseppe Poresini                           | Antonio Montevecchi                         |
| 1924      | Emilio Petiva                               | Enea Dal Fiume                              | Antonio Candini                             |
| 1925      | Emilio Petiva                               | Domenico Piemontesi                         | Gianbattista Gilli                          |
| 1926      | Ermanno Vallazza                            | Enea Dal Fiume                              | Mario Pomposi                               |
| 1927      | Aleardo Simoni                              | Aristide Cavallini                          | Giuseppe Pancera                            |
| 1928      | Pietro Fossati                              | Allegro Grandi                              | Adolfo Martelli                             |
| 1929-1945 | non disputata                               | non disputata                               | non disputata                               |
| 1946      | Nedo Logli                                  | Ezio Cecchi                                 | Pietro Ferrari                              |
| 1947      | non disputata                               | non disputata                               | non disputata                               |
| 1948      | Luigi Casola                                | Italo De Zan                                | Ubaldo Pugnaloni                            |
| 1949      | Renzo Soldani                               | Virgilio Salimbeni                          | Danilo Barozzi                              |
| 1950      | Giacomo Zampieri                            | Leo Castellucci                             | Andrea Carrea                               |
| 1951-1952 | non disputata                               | non disputata                               | non disputata                               |
| 1953      | Luciano Maggini                             | Danilo Barozzi                              | Pasquale Fornara                            |
| 1954-1961 | non disputata                               | non disputata                               | non disputata                               |
| 1962      | Franco Cribiori                             | Alcide Cerato                               | Vendramino Bariviera                        |
| 1963      | Ercole Baldini                              | Graziano Battistini                         | Alcide Cerato                               |
| 1964      | Guido De Rosso                              | Adriano Durante                             | Bruno Fantinato                             |
| 1965      | Michele Dancelli                            | Italo Zilioli                               | Adriano Passuello                           |
| 1966      | Felice Gimondi                              | Aldo Pifferi                                | Italo Zilioli                               |
| 1967      | Luciano Armani                              | Michele Dancelli                            | Adriano Durante                             |
| 1968      | gara sospesa per nubifragio                 | gara sospesa per nubifragio                 | gara sospesa per nubifragio                 |
| 1969      | Roberto Ballini                             | Roger Kindt                                 | Gianfranco Bianchin                         |
| 1970      | Ugo Colombo                                 | Giacinto Santambrogio                       | Franco Bitossi                              |
| 1971      | Ugo Colombo                                 | Tomas Pettersson                            | Giancarlo Polidori                          |
| 1972      | Roger De Vlaeminck                          | Marcello Bergamo                            | Davide Boifava                              |
| 1973      | Italo Zilioli                               | Fabrizio Fabbri                             | Enrico Maggioni                             |
| 1974      | Roger De Vlaeminck                          | Francesco Moser                             | Eddy Merckx                                 |
| 1975      | Francesco Moser                             | Franco Bitossi                              | Felice Gimondi                              |
| 1976      | Fausto Bertoglio                            | Francesco Moser                             | Pierino Gavazzi                             |
| 1977      | Marino Basso                                | Giuseppe Saronni                            | Pierino Gavazzi                             |
| 1978      | Gianbattista Baronchelli                    | Roberto Ceruti                              | Carmelo Barone                              |
| 1979      | Giovanni Battaglin                          | Stefano D'Arcangelo                         | Bernt Johansson                             |
| 1980      | Giovanni Battaglin                          | Wladimiro Panizza                           | Silvano Contini                             |
| 1981      | Alfio Vandi                                 | Palmiro Masciarelli                         | Marino Amadori                              |
| 1982      | Alfredo Chinetti                            | Bruno Leali                                 | Emanuele Bombini                            |
| 1983      | Marino Amadori                              | Davide Cassani                              | Alfio Vandi                                 |
| 1984      | Acácio da Silva                             | Vittorio Algeri                             | Franco Chioccioli                           |
| 1985      | Silvano Contini                             | Bruno Leali                                 | Tullio Cortinovis                           |
| 1986      | Guido Bontempi                              | Bruno Leali                                 | Gianbattista Baronchelli                    |
| 1987      | Massimo Ghirotto                            | Pierino Gavazzi                             | Gianni Bugno                                |
| 1988      | Pierino Gavazzi                             | Giuseppe Saronni                            | Maurizio Fondriest                          |
| 1989      | Claudio Chiappucci                          | Franco Ballerini                            | Camillo Passera                             |
| 1990      | Mauro Gianetti                              | Bruno Cenghialta                            | Maurizio Piovani                            |
| 1991      | Laurent Dufaux                              | Ivan Gotti                                  | Éric Caritoux                               |
| 1992      | Johan Bruyneel                              | Claudio Chiappucci                          | Davide Cassani                              |
| 1993      | Maximilian Sciandri                         | Giorgio Furlan                              | Pëtr Ugrumov                                |
| 1994      | Angelo Lecchi                               | Francesco Casagrande                        | Giorgio Furlan                              |
| 1995      | Francesco Casagrande                        | Davide Cassani                              | Massimo Donati                              |
| 1996      | Andrea Tafi                                 | Luc Leblanc                                 | Richard Virenque                            |
| 1997      | Beat Zberg                                  | Mirko Celestino                             | Alessandro Baronti                          |
| 1998      | Mauro Zanetti                               | Mirko Celestino                             | Massimo Donati                              |
| 1999      | Mirko Celestino                             | Sergio Barbero                              | Francesco Casagrande                        |
| 2000      | Francesco Casagrande                        | Davide Rebellin                             | Michele Bartoli                             |
| 2001      | Paolo Bettini                               | Gianni Faresin                              | Eddy Mazzoleni                              |
| 2002      | Matteo Tosatto                              | Gianluca Bortolami                          | Davide Rebellin                             |
| 2003      | Danilo Di Luca                              | Davide Rebellin                             | Oscar Camenzind                             |
| 2004      | Leonardo Bertagnolli                        | Davide Rebellin                             | Filippo Simeoni                             |
| 2005      | Paolo Valoti                                | Kim Kirchen                                 | Mychajlo Chalilov                           |
| 2006      | Rinaldo Nocentini                           | Emanuele Sella                              | Raffaele Ferrara                            |
| 2007      | Alessandro Bertolini                        | Andrėj Kunicki                              | Volodymyr Zahorodnyj                        |
| 2008      | Luca Paolini                                | Enrico Gasparotto                           | Mauro Finetto                               |
| 2009      | Filippo Pozzato                             | Damiano Cunego                              | Luca Paolini                                |
| 2010      | Francesco Manuel Bongiorno                  | Moreno Moser                                | Gianluca Randazzo                           |
| 2011      | disputata come Giro di Romagna-Coppa Placci | disputata come Giro di Romagna-Coppa Placci | disputata come Giro di Romagna-Coppa Placci |
| 2012      | disputata come Giro del Veneto-Coppa Placci | disputata come Giro del Veneto-Coppa Placci | disputata come Giro del Veneto-Coppa Placci |
| 2013      | non disputata                               | non disputata                               | non disputata                               |